# Żuraw (gromada w powiecie częstochowskim)
Żuraw – dawna gromada, czyli najmniejsza jednostka podziału terytorialnego Polskiej Rzeczypospolitej Ludowej w latach 1954–1972.
Gromady, z gromadzkimi radami narodowymi (GRN) jako organami władzy najniższego stopnia na wsi, funkcjonowały od reformy reorganizującej administrację wiejską przeprowadzonej jesienią 1954 do momentu ich zniesienia z dniem 1 stycznia 1973, tym samym wypierając organizację gminną w latach 1954–1972.
Gromadę Żuraw z siedzibą GRN w Żurawiu utworzono – jako jedną z 8759 gromad na obszarze Polski – w powiecie częstochowskim w woj. stalinogrodzkim, na mocy uchwały nr 17/54 WRN w Stalinogrodzie z dnia 5 października 1954. W skład jednostki weszły obszary dotychczasowych gromad Kobyłczyce, Lipnik, Lusławice, Okrąglik, Zagórze i Żuraw ze zniesionej gminy Żuraw w tymże powiecie, a także uroczyska Babski Las, Czerniczno i Grabek (obejmujące oddziały nr nr 1–81) i uroczysko Zagórze z Nadleśnictwa Julianka. Dla gromady ustalono 19 członków gromadzkiej rady narodowej.
20 grudnia 1956 województwo stalinogrodzkie przemianowano (z powrotem) na katowickie.
1 lipca 1968 gromadę zniesiono, a jej obszar włączono do gromady Mokrzesz w tymże powiecie.